# Henry Shindika
Henry Joseph Shindika (Mwanza, 3 novembre 1985) è un ex calciatore tanzaniano, di ruolo centrocampista.

## Carriera

### Club
Shindika iniziò a giocare a calcio con la maglia del Simba, nella massima divisione del campionato tanzaniano. Diventò anche capitano della squadra. A febbraio 2009 passò al Kongsvinger e il 4 agosto debuttò in Adeccoligaen, sostituendo Jonas Johansen nella vittoria per due a zero sul Nybergsund-Trysil. La squadra raggiunse la promozione al termine della stagione e Shindika poté esordire nella Tippeligaen il 5 aprile 2010, subentrando a Magne Sturød nella sconfitta per due a uno contro lo Aalesund. Il 31 luglio 2013, il contratto che lo legava al Kongsvinger giunse alla scadenza.

### Nazionale
Shindika conta 44 presenze per la nazionale tanzaniana, con anche 2 reti all'attivo.